# It Never Rains in Southern California
«It Never Rains in Southern California» es una canción escrita por Albert Hammond y Mike Hazlewood en 1972. 

## Historia
Se trata del primer sencillo publicado por el cantautor londinense, Albert Hammond. Para la grabación se contó con  The Wrecking Crew, el más reputado grupo de músicos de sesión de Los Ángeles. El tema se incluyó en el álbum homónimo. El sencillo, publicado el 21 de octubre de 1972 llegó a alcanzar el puesto número 5 de la lista U.S. Billboard Hot 100 ese año.
En el Reino Unido, la canción es quizás el ejemplo por excelencia de Airplay: una canción que, aunque se reproduce y solicita con mucha frecuencia en la radio, nunca llega a las listas de éxitos. A lo largo de la década de 1970, varias discográficas volvieron a publicar el disco al menos cinco veces, pero nunca entró en listas.
La canción narra la lucha de un actor que se muda a California para triunfar en Hollywood pero que nunca logra el éxito.
En 1989, Hammond regrabó el tema para su álbum de grandes éxitos Best of Me.